# X265
x265 to koder służący do tworzenia strumieni wideo cyfrowego w formacie kompresji wideo High Efficiency Video Coding (HEVC/H.265) opracowanym przez Joint Collaborative Team on Video Coding (JCT-VC). Jest dostępny jako aplikacja wiersza poleceń lub biblioteka oprogramowania na warunkach licencji GNU General Public License (GPL) w wersji 2 lub nowszej; klienci mogą jednak poprosić o licencję komercyjną.

## Wykorzystanie w oprogramowaniu typu open source
Projekty oprogramowania typu open source wykorzystujące kodowanie HEVC x265:
- Avidemux[6]
- FFmpeg[7]
- HandBrake[8]
- Internet Friendly Media Encoder[9]
- MeGUI[10]
- OpenShot[11]
- ShareX[12]
- Shotcut[13]
- Staxrip[14]
- x265vfw[15]